# اشلی آلنسون
اشلی آلنسون (انگلیسی: Ashley Allanson؛ زادهٔ ۱۳ نوامبر ۱۹۸۶) بازیکن فوتبال اهل بریتانیا است.
از باشگاه‌هایی که در آن بازی کرده‌است می‌توان به باشگاه فوتبال هال سیتی و باشگاه فوتبال اسکانتورپ یونایتد اشاره کرد.